# Палестинске енклаве
Палестинске енклаве су области на Западној обали које су предвиђене за Палестинце у оквиру низа неуспешних предлога које предводе САД и Израел за окончање израелско-палестинског сукоба. Енклаве се често пореде са номинално самоуправним црначким јединицама, створеним у Јужној Африци из доба апартхејда, и стога се називају бантустанима. Они су фигуративно названи Палестинским архипелагом, поред осталих термина. Дефакто статус 2024 је да Израел контролише све области ван ових енклава.
„Острва“ су први пут добила званични облик као области А и Б према Споразуму из Осла II из 1995. године. Овај аранжман је изричито намеравао да буде привремен, са подручјем Ц (остатак Западне обале ) да се „постепено пренесе под палестинску јурисдикцију“ до 1997. године; међутим, такав трансфер није извршен. Подручје Западне обале које је тренутно под делимичном цивилном контролом Палестинске националне власти састоји се од 165 „острва“. Израелска новинарка Амира Хас описала је стварање овог аранжмана као „најистакнутију геополитичку појаву у последњих четврт века“.
Низ мирновних планова које су креирали САД-Израел , попут Мировни планови С., укључујући Алонов план, план Светске ционистичке организације Дроблес, план Менахема Бегина, план „Алон плус“ Бенјамина Нетањахуа, самит у Кемп Дејвиду 2000. и Шаронова визија палестинске државе предлагали су енклаву, тип територије – односно група несуседних области које је окруживао, раздељивао и, на крају, контролисао Израел; као и новији Трампов мировни план. Ово се назива бантустан опција.
Последице стварања ових фрагментираних палестинских области су широко проучаване и показало се да су имале „разарајући утицај на економију, друштвенo умрежавање, [и] пружање основних услуга као што су здравствена заштита и образовање“.Taraki 2008, стр. 6